# Міно (плащ)

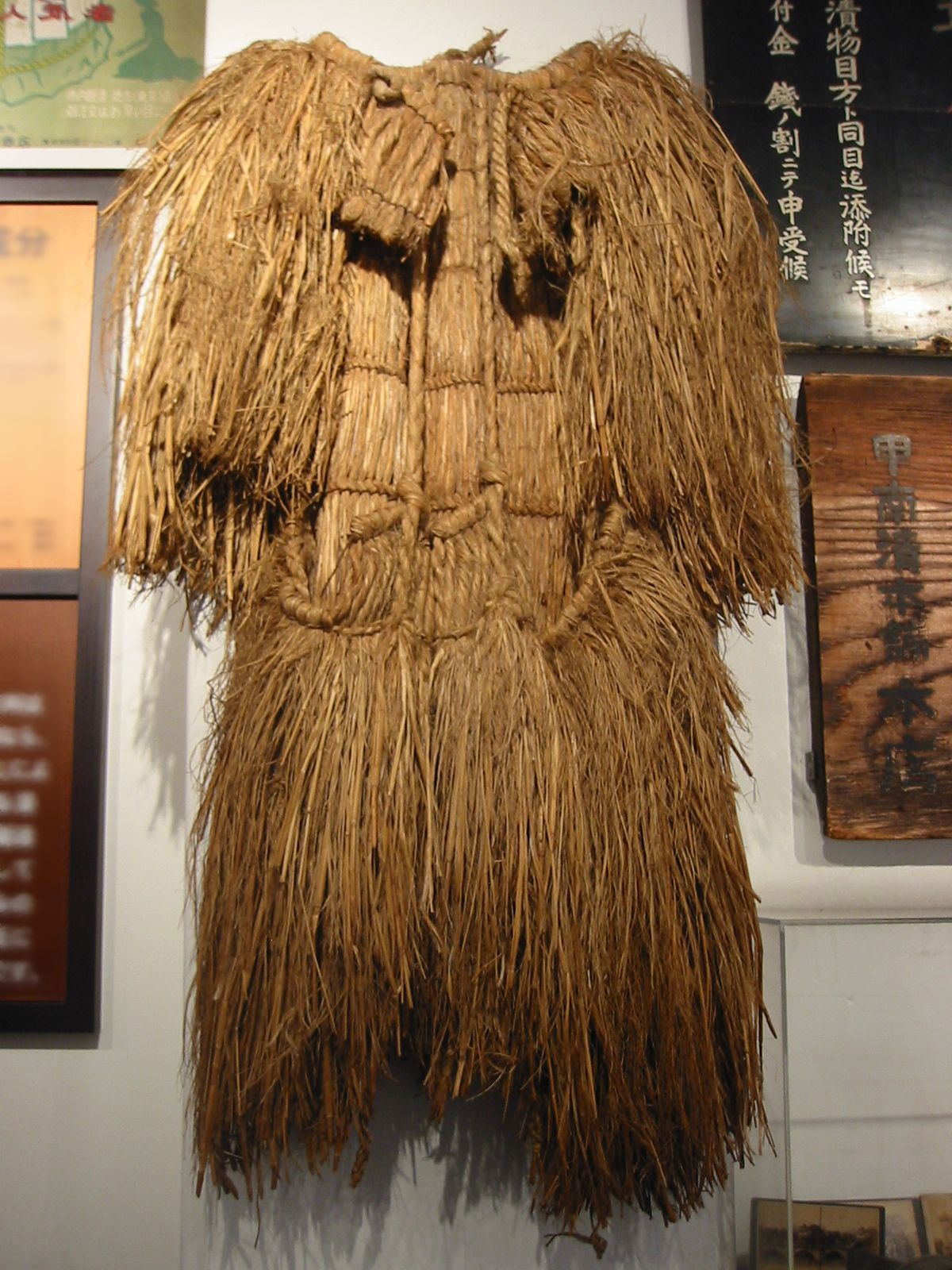
Міно з волості Буко, кварталу міста Мікаґе міста Кобе.

Міно (яп. 蓑, みの, «дощовик») — традиційний японський плащ-дощовик, виготовлений із соломи.

## Короткі відомості
Головна функція плаща міно — дощовик. Він також використовувався як захист від снігу, холоду або спекотного сонця. Цей плащ був постійним одягом японських перевізників до початку 20 століття.
Міно виготовляли в кустарний спосіб з підручних матерівлів: рисової соломи, осоки, міскантусу, кори японської липи або паперового дерева, чи листя японської віяльної пальми.